# 福靈安
福靈安（？—1767年），富察氏，字瑶林，滿洲鑲黃旗人，大學士傅恒長子、孝賢純皇后侄、多羅愉恭郡王弘慶婿，清朝軍事將領。

## 生平
乾隆十一年二月被選為多羅額駙，因參與準噶爾之役，婚事延遲至乾隆二十六年。乾隆二十一年，擔任三等侍衛。乾隆二十四年，升任二等侍衛，同年，升任頭等侍衛。乾隆二十六年三月與多羅愉恭郡王弘慶嫡長女成婚。乾隆二十七年，獲雲騎尉爵位。乾隆三十一年，奉旨帶領御醫到雲南替楊應琚治病，後來留在雲南參與軍務，並擔任正白旗滿洲副都統，署雲南永北鎮總兵，不料卻病卒於任上。

## 家族
有三名弟弟：福隆安、福康安、福長安。二名妹妹：成親王福晉、睿親王福晉。
目前並無直接證據指出生母是何人，但從福靈安過世前，福隆安的官位並未高於福靈安可推斷，兩人應是同母。
妻子為愉郡王嫡長女。
無子，嗣子豐紳果勒敏為福隆安次子，但豐紳果勒敏於乾隆四十二年病故，乾隆帝本決定等福隆安再生子繼承，然而福隆安於乾隆四十九年過世前再無生下兒子，後改由福長安之子錫麟承嗣。

## 延伸阅读
[在维基数据编辑]
 《清史稿·卷301》，出自趙爾巽《清史稿》